# سنگر محل ذخیره آب
سنگر محل ذخیره آب مربوط به هزاره ۱-دوره مادها است و در تکاب، داخل شهر واقع شده و این اثر در تاریخ ۳ بهمن ۱۳۷۹ با شمارهٔ ثبت ۳۰۳۴ به‌عنوان یکی از آثار ملی ایران به ثبت رسیده است.